# Satz von Teichmüller
Als Satz von Teichmüller wird in der Mathematik ein grundlegendes Resultat aus der Theorie Riemannscher Flächen bezeichnet. Benannt ist er nach Oswald Teichmüller.
Er besagt, dass es in jeder Homotopieklasse von Abbildungen zwischen Riemannschen Flächen gleichen Geschlechts eine eindeutige extremale quasikonforme Abbildung gibt. (Eine quasikonforme Abbildung heißt dann extremal, wenn sie im Vergleich zu allen anderen quasikonformen Abbildungen – die sich topologisch nicht wesentlich unterscheiden, also in derselben Homotopieklasse liegen – den kleinstmöglichen Maximalwert ihrer Verzerrung – also des Dilatationsquotienten – hat.)
Gelegentlich wird als Satz von Teichmüller auch die Folgerung bezeichnet, dass der Modulraum Riemannscher Flächen des Geschlechts {\displaystyle g} die komplexe Dimension {\displaystyle 3g-3} hat.